# ティティウス・ボーデの法則
ティティウス・ボーデの法則（ティティウス・ボーデのほうそく、英語: Titius–Bode law）とは、太陽系の惑星の太陽からの距離は簡単な数列で表せるという法則。チチウス・ボーデの法則、ボーデの法則ともいう。

## 発見
1766年、ヨハン・ダニエル・ティティウス（Johann Daniel Titius）が発見し、訳書シャルル・ボネ『自然の思想』第2版の訳注に書き加えたが、惑星がなぜその数列に従って配置されているのかという根拠に乏しかったため、学会からの反応は冷たく、単なるパズルであるとして批判された。
しかし、この発表を受けて、1772年にヨハン・ボーデが、著書『星空の知識入門』第2版の脚注に物理的説明を加えた形で数列の重要性を書き加えた。ティティウス・ボーデの法則はこの発表により一躍有名となる。
この法則は、当初はボーデの法則として知られていたが、これは、ボーデ自身が発見者はティティウスだと言わなかったこと、論文や学会でも発表し広めたこと、のちに彼が有名になったことに起因している。しかし、最初に法則を発見したのがティティウスであることが分かっているため、現在ではティティウス・ボーデの法則と言うことも多い。

## 法則の詳細
| 法則           | 法則      | 該当天体  | 該当天体 |
| n              | 距離 / au | 距離 / au | 名称     |
| -------------- | --------- | --------- | -------- |
| -∞             | 0.4       | 0.39      | 水星     |
| 0              | 0.7       | 0.72      | 金星     |
| 1              | 1.0       | 1.00      | 地球     |
| 2              | 1.6       | 1.52      | 火星     |
| 3              | 2.8       | 2.77      | ケレス   |
| 4              | 5.2       | 5.20      | 木星     |
| 5              | 10.0      | 9.54      | 土星     |
| 6              | 19.6      | 19.19     | 天王星   |
| 7              | 38.8      | 30.06     | 海王星   |
| 7              | 38.8      | 39.44     | 冥王星   |
| 8              | 77.2      | 67.71     | エリス   |
| * エリスは参考 |           |           |          |

当時知られていた太陽系の6つの惑星（水星、金星、地球、火星、木星、土星）の軌道長半径（太陽からの平均的な距離）a は
a / AU = 0.4 + 0.3 × 2n
で表せる。ここで、水星は n= –∞、金星は n=0、地球は n=1、火星は n=2、木星は n=4、土星は n=5 である。距離 a の単位は天文単位（au）である。
この法則の提唱後、1781年に天王星が発見され、その距離が n=6 の場合に良く合っていたため、法則の信憑性が高まった。そのため、空席である n=3 に該当する天体の探索が行われた。その結果、1801年に小惑星ケレスが発見された。その後、この n=3 に当たる距離には多数の小惑星が存在していることが判明したが、惑星に相当する天体を発見するには至らなかった。そのため、過去には n=3 の位置にも惑星が存在し、その惑星が破壊された破片が小惑星帯になった、という説も唱えられたが、小惑星帯の小惑星の質量をすべて集めても惑星ほどの質量にはならないこと、一度惑星になると重力エネルギーの解放で高温となり熱変性を受けるが小惑星のスペクトルは炭素質コンドライト（熱変性を受けていない隕石）に近いものが多いことなどから、むしろ、木星の重力で集積が妨害されたために惑星になれず微惑星のまま残ったものだと考えられている。
その後1846年に発見された海王星は n=7 から予想される38.8天文単位から大きくずれた平均距離30.1天文単位のほぼ円軌道であることが判明したため、法則の信憑性について疑問の声があがった。むしろ、冥王星のほうが平均距離39.5天文単位で、n=7 に当てはまっている。余談だが、当初ジョン・クーチ・アダムスが摂動から新惑星の軌道を試算した際、n=7 への合致を仮定すると離心率が0.16と大きくなり、これは皮肉にも海王星より冥王星の軌道に似ていた。結局アダムスはティティウス・ボーデの法則による制限を見直すことにして、当初よりは小さな離心率を予測しなおすことができた。

## 法則の背景
ティティウス・ボーデの法則が天王星までの惑星に精度よく合致したのは、偶然によるところが大きい。一方で、この法則は太陽系の惑星配置に見られる大まかな傾向を、簡潔な数式でうまく表したものという側面もある。
ティティウス・ボーデの法則は、0.4と0.3×2nの2つの項の和として表される。仮に定数項0.4が無ければ、法則は等比数列に従った惑星の配置を予測することになる。惑星系の配置について、ランダムな配置や等差数列的配置ではなく、等比的な配置を仮定することには、一定の合理性がある。なぜなら重力の力学はスケールに依存しないからである。
太陽系惑星の軌道は完全に等比的ではなく、（海王星を除くと）外側にある惑星では軌道間隔の比が大きくなる傾向にある。ティティウス・ボーデの法則では、等比数列的な惑星の配置を示す0.3×2nの項に、定数項の0.4を加えている。この定数項が存在するため、法則によって予測される惑星軌道半径の比は、外側の惑星ほど小さくなる。
太陽系外の惑星系に目を向けた時、この傾向がどれほど普遍的なものなのかは明らかではない。例えば、NASAの宇宙機ケプラーは、3個以上の惑星を含む惑星系を多数発見したが、それらには太陽系とは逆に内側の惑星ほど軌道半径の比が大きくなる傾向が知られている。